# Prawo rowerowe w Polsce
Prawo rowerowe w Polsce jest zestawem regulacji dotyczących roweru oraz osób poruszających się na rowerach po drogach publicznych wynikających z przepisów:
- Ustawy z dnia 20 czerwca 1997 r. prawo o ruchu drogowym (Dz.U. z 2023 r. poz. 1047); ostatnie zmiany w ustawie zostały wprowadzone w 2022[1][2];
- Ustawa z dnia 5 stycznia 2011 r. o kierujących pojazdami (Dz.U. z 2024 r. poz. 1210); ostatnie zmiany w ustawie zostały opublikowane w 2023[2]
- Rozporządzenie Ministra Infrastruktury z dnia 31 grudnia 2002 r. w sprawie warunków technicznych pojazdów oraz zakresu ich niezbędnego wyposażenia (Dz.U. z 2024 r. poz. 502).

Duża część przepisów prawa polskiego wynika z umowy międzynarodowej – Konwencji Wiedeńskiej o Ruchu Drogowym, którą Polska ratyfikowała w 1988 roku.
Pierwsze regulacje prawne dotyczące rowerów pochodzą z 1954 roku.
Prawo definiuje rower jako pojazd o szerokości nieprzekraczającej 0,9 m poruszany siłą mięśni osoby jadącej tym pojazdem, przy czym dopuszcza się wyposażenie roweru w napęd elektryczny zasilany napięciem nie wyższym niż 48 V o znamionowej mocy ciągłej nie większej niż 250 W, którego moc wyjściowa zmniejsza się stopniowo i spada do zera po przekroczeniu prędkości 25 km/h. Pojazd, który spełnia wymagania roweru, przekraczając jednak 90 cm szerokości, definiowany jest jako wózek rowerowy (np. riksza). Rowerzysta przez przepisy definiowany jest jako kierujący rowerem, przy czym osoba prowadząca rower jest przez prawo traktowana jako pieszy.
Oprócz szczególnych przypadków dotyczących rowerów i kierujących rowerami osoby kierujące rowerem obowiązują przepisy takie same jak dla pozostałych kierujących uczestników ruchu drogowego.

## Zasady poruszania się rowerem po drogach publicznych
Kierujący rowerem ma obowiązek trzymać się minimum jedną ręką na kierownicy; Rowerzysta ma obowiązek trzymać nogi na pedałach lub podnóżkach; Zabrania się rowerzystom czepiania się pojazdów.
Rowerzysta jest zobowiązany do poruszania się po (zgodnie z kolejnością):
- drogach rowerowych oraz drogach przeznaczonych jednocześnie dla pieszych i rowerzystów jeśli prowadzą w kierunku, w którym porusza się rowerzysta lub po pasie ruchu dla rowerów[11],
- poboczu, jeśli nadaje się do jazdy oraz jazda ta nie utrudnia ruchu pieszych[12],
- jezdni, poruszając się możliwie blisko prawej krawędzi jezdni, lecz z zachowaniem bezpieczeństwa, omijając strefę występowania studzienek i defektów jezdni uniemożliwiających bezpieczną jazdę[13][14].

### Jazda po jezdni

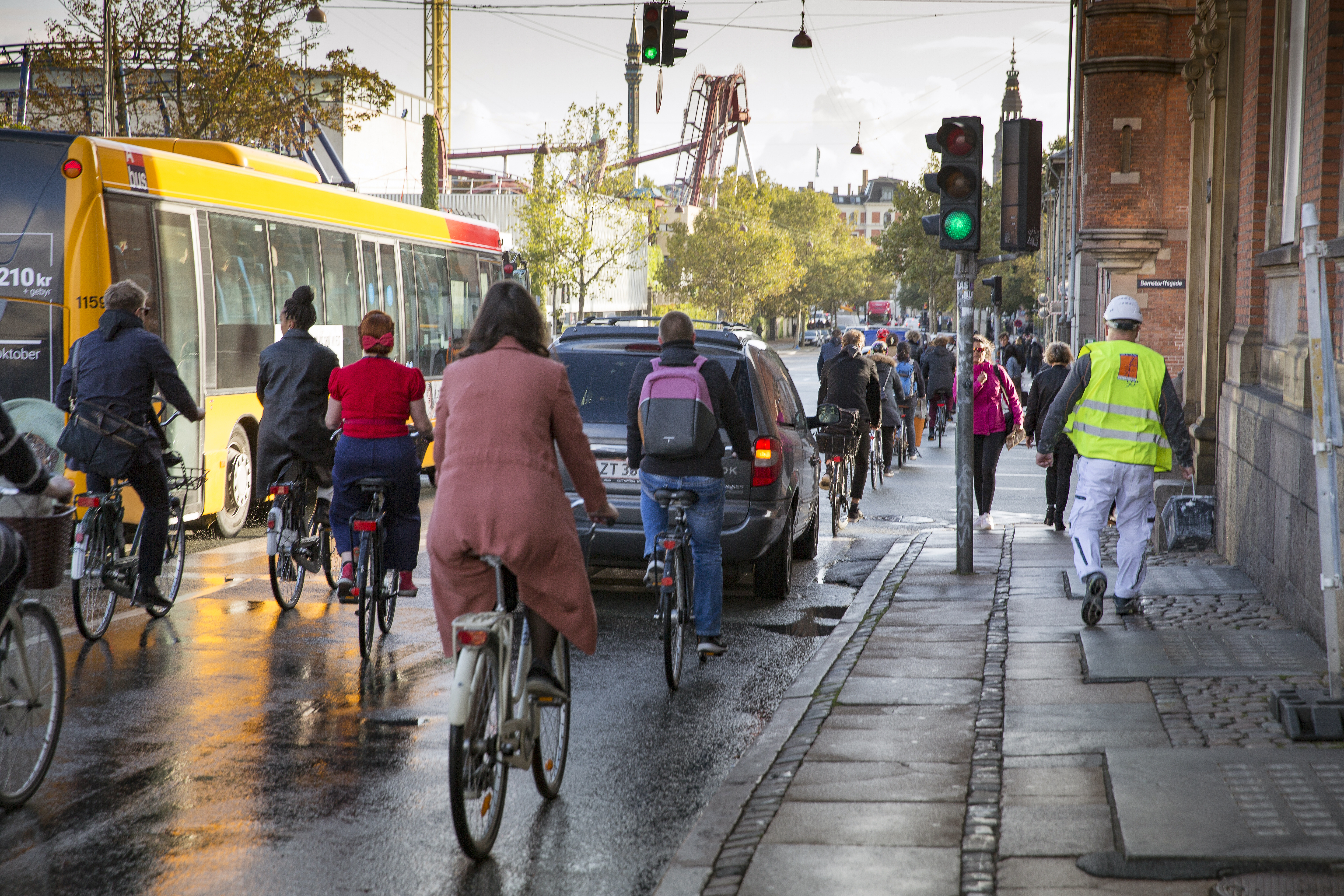
Jazda rowerem po jezdni

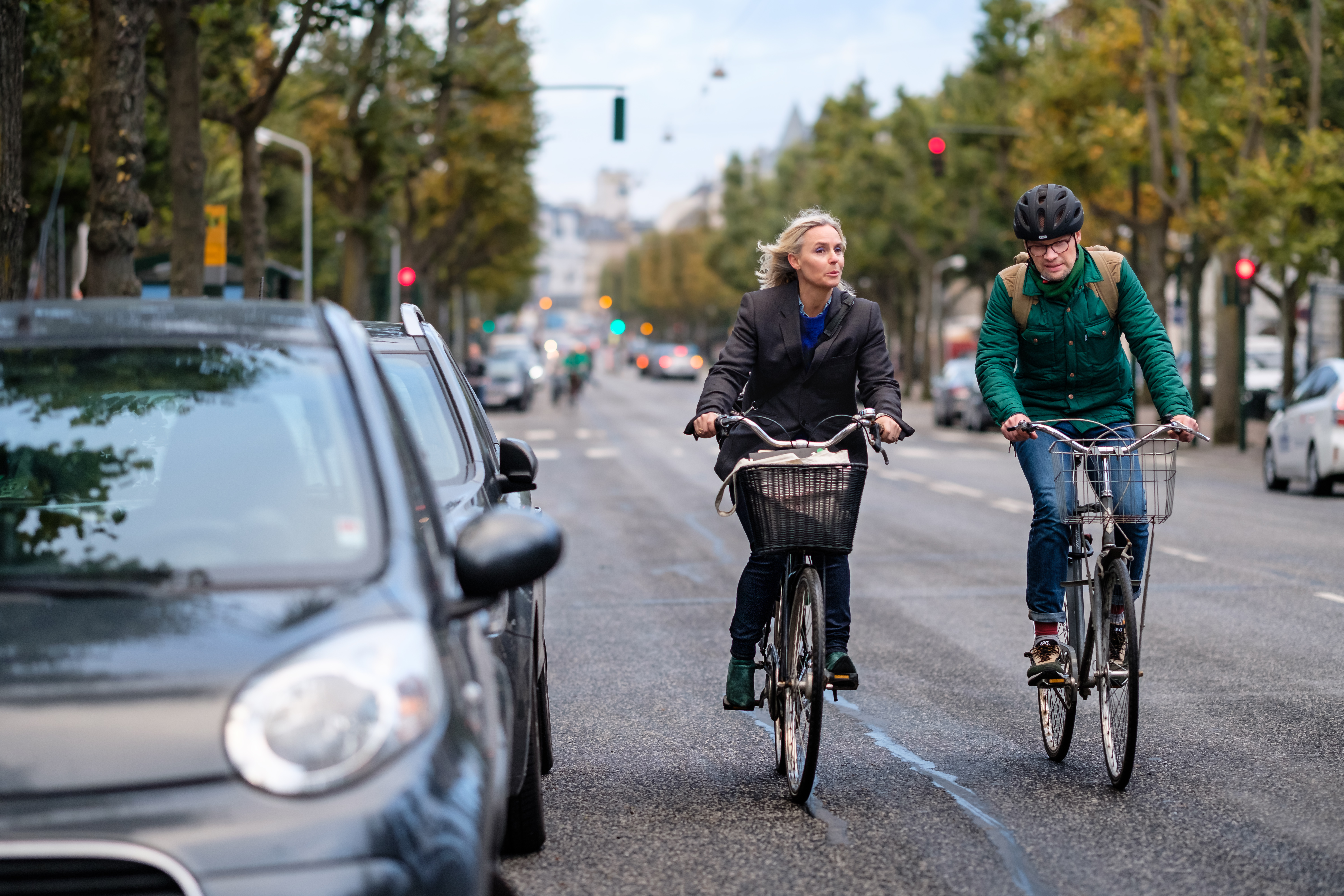
Rowerzyści jadący obok siebie

W przypadku braku drogi rowerowej, drogi dla pieszych i rowerów lub pasa dla ruchu rowerów w kierunku jazdy rowerzysty, rowerzysta powinien poruszać się po jezdni. Kierujący rowerem zobowiązany jest do korzystania z pobocza, o ile ono istnieje, nadaje się do jazdy i nie utrudnia ruchu pieszych. Rowerzyści jadąc po jezdni, mogą wyprzedzać inne pojazdy z prawej strony. Dopuszcza się jazdę parami, obok siebie, tylko jeśli nie utrudnia to ruchu, przy czym samo utrudnianie ruchu nie jest zdefiniowane.

Przy warunkach zmniejszonej przejrzystości powietrza powinien korzystać z pobocza, a jeśli to nie możliwe, jechać jak najbliżej krawędzi jezdni. 

P-23: oznacza drogę lub jej część (pas ruchu) przeznaczoną dla ruchu rowerów
P-27: kierunek i tor ruchu roweru
F-19: pas ruchu dla określonych pojazdów

Rowerzysta nie może poruszać się po jezdni oraz poboczu drogi oznaczonej znakiem zakazu wjazdu rowerów B-9 oraz ogólnymi znakami zakazu ruchu (B-1) i wjazdu (B-2) z wyjątkiem miejsc oznaczonych dodatkowo tabliczką T-22 wykluczającą rowery z obowiązywania znaku, a także na drogach ekspresowych i autostradach. 

B-9: zakaz wjazdu rowerów
B-11: zakaz wjazdu wózków rowerowych
B-1: zakaz ruchu w obu kierunkach
B-2: zakaz wjazdu
T-22 tabliczka wskazująca, że znak nie dotyczy rowerów jednośladowych
D-7: droga ekspresowa
D-9: autostrada

W przypadku ruchu po jezdni kierujący pojazdem, wyprzedzając rowerzystę, jest obowiązany szczególną ostrożność oraz bezpieczny odstęp, który ma być nie mniejszy niż 1 metr i tak jak inne pojazdy powinien wyprzedzać rower tylko po lewej stronie. Innym pojazdom zabrania się też wjeżdżania między osoby jadące na rowerach w kolumnie, przy czym taki peleton wg przepisów nie może liczyć więcej niż 15 osób.

### Jazda drogami przeznaczonymi dla rowerów

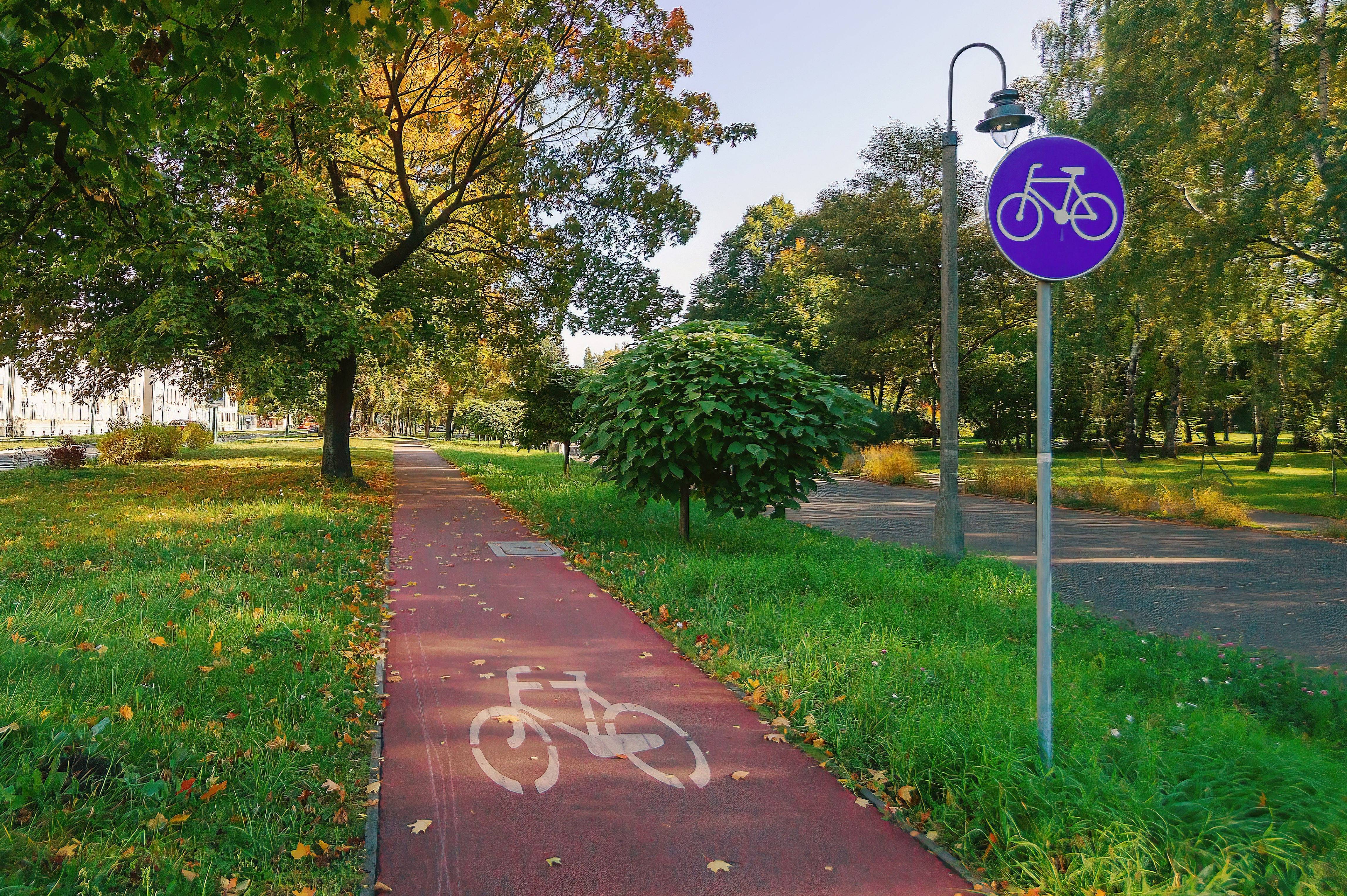
Odseparowana droga dla rowerów oznaczona znakiem pionowym i poziomym

Rowerzysta jest zobowiązany korzystać z drogowej infrastruktury przeznaczonej dla rowerów, czyli z drogi dla rowerów, drogi dla pieszych i rowerów lub pasa ruchu dla rowerów, jeśli są one wyznaczone dla kierunku, w którym się porusza lub zamierza skręcić, nawet jeżeli znajduje się ona po przeciwległej stronie jezdni, ale obejmuje wybrany kierunek (dwukierunkowa droga rowerowa). Po drodze dla rowerów nie wolno poruszać się pieszym, a wyjątkiem jest sytuacja, gdy na danym odcinku drogi nie ma chodnika lub pobocza albo nie jest możliwe z nich korzystanie (np. z powodu prac remontowych); Pieszy w tym przypadku musi ustępować pierwszeństwa rowerzystom. Na drodze dla rowerów równoprawnie poruszać się mogą osoby korzystające z urządzenia wspomagającego ruch, hulajnogi elektrycznej lub urządzenia transportu osobistego.

C-13: droga dla rowerów
C-13a: koniec drogi dla rowerów
P-23: oznacza drogę lub jej część (pas ruchu) przeznaczoną dla ruchu rowerów
Znak C-13/16 wskazujący drogę dla rowerów i drogę dla pieszych obok siebie
Znak C-16/13 wskazujący drogę dla rowerów i drogę dla pieszych obok siebie

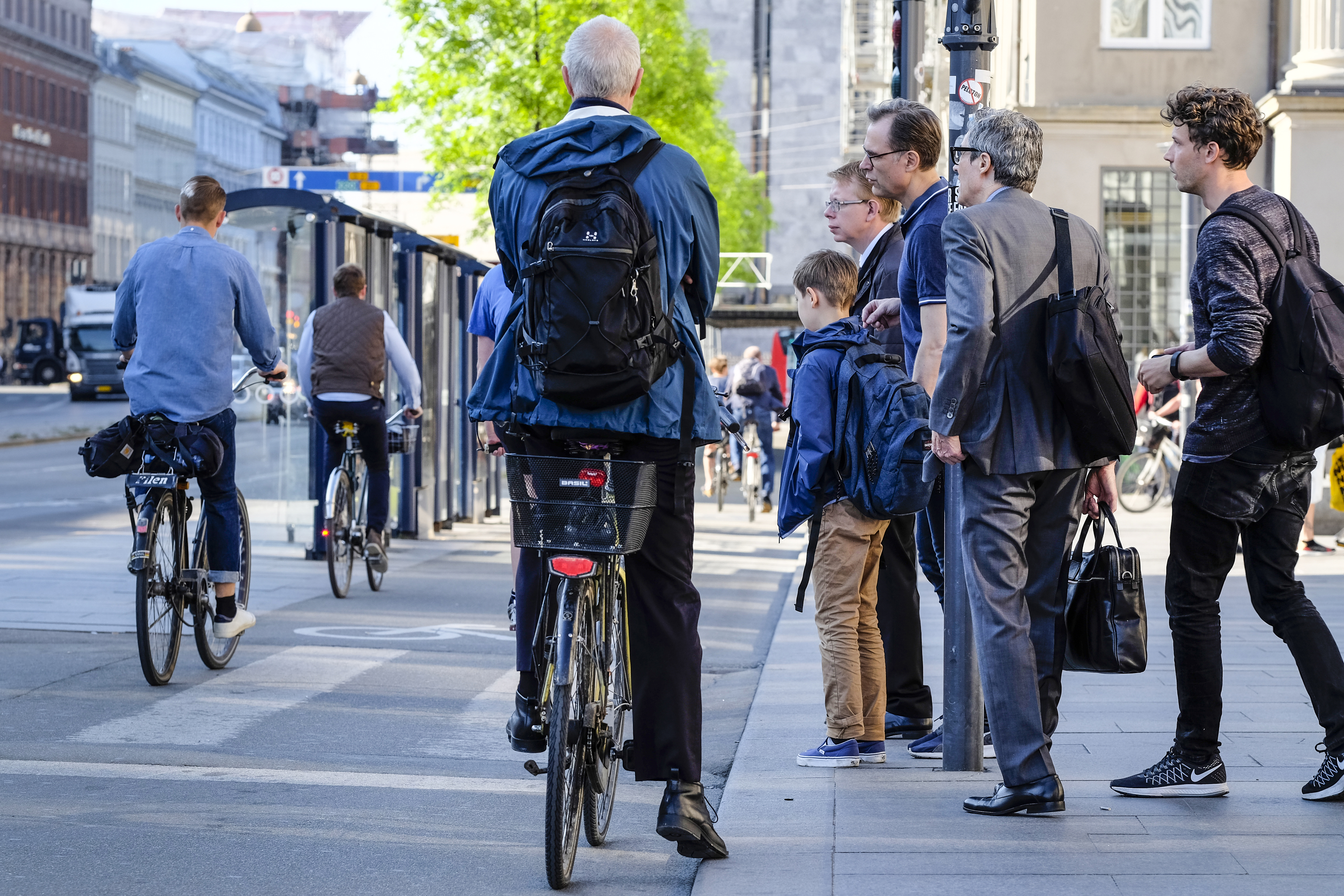
Rowerzysta ustępujący pierwszeństwa pieszym na przejściu dla pieszych przez drogę dla rowerów

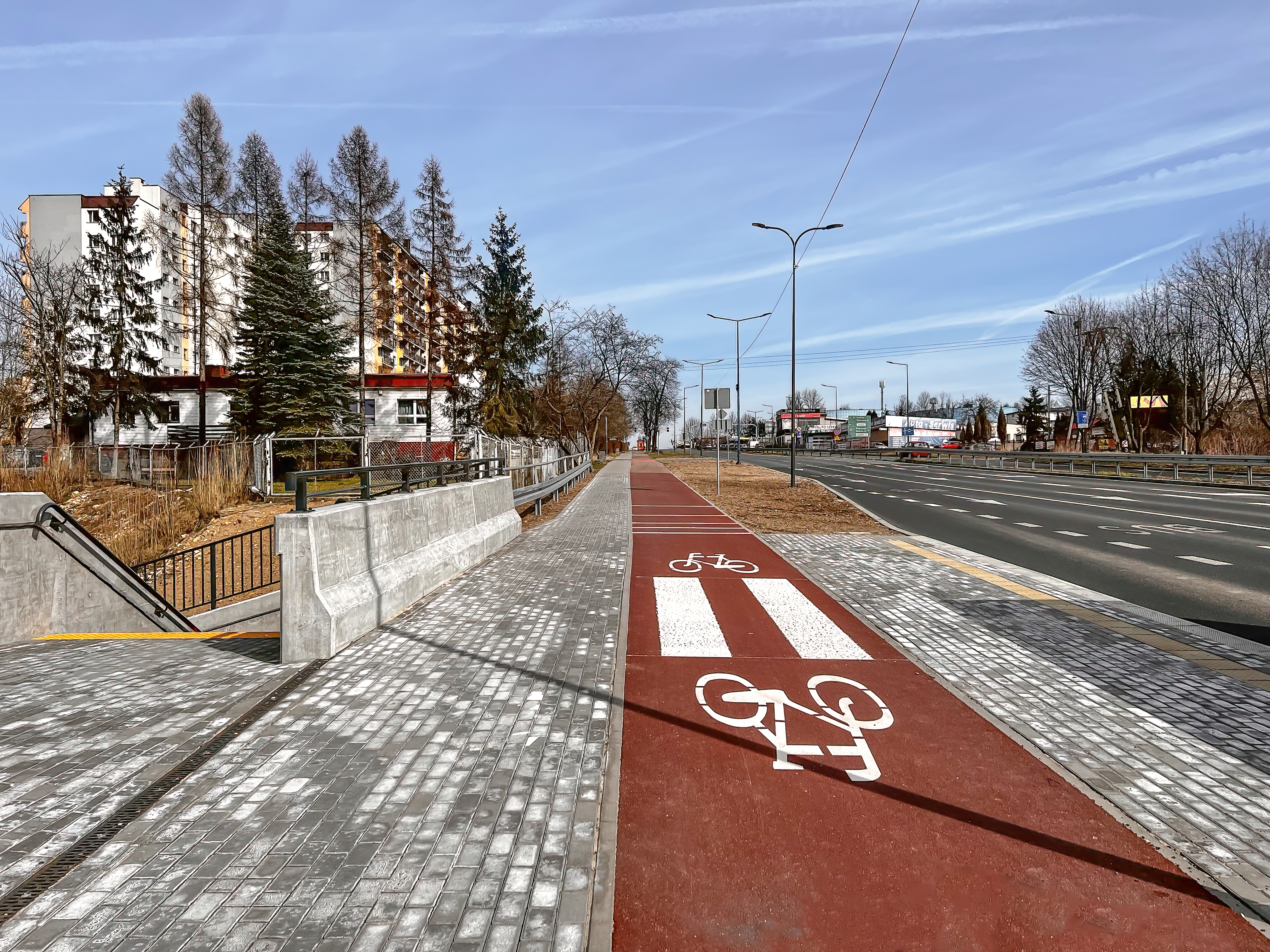
Przejście dla pieszych przez drogę dla rowerów – pieszy ma takie samo pierwszeństwo jak w przypadku przejścia dla pieszych przez jezdnię.

Na drodze dla rowerów mogą znajdować się przejścia dla pieszych, dla których stosuje się przepisy ogólne, takie same jak dla innych dróg i pojazdów. Wynika z tego, że na przejściach dla pieszych przez drogi rowerowe kierujący mają obowiązek ustąpić pierwszeństwa pieszym. Nie dotyczy to przejść sugerowanych, gdzie droga rowerowa nadaje się i jest skonstruowana do przekroczenia przez pieszych, ale nie oznakowana w odpowiedni sposób – w tych miejscach pieszy może przejść przez drogę rowerową, ale musi ustąpić pierwszeństwa pojazdom i urządzeniom poruszającym się zgodnie z prawem po tej drodze.

### Jazda drogą dla rowerów i pieszych (ciągiem pieszo-rowerowym)
Podobnie jak w przypadku drogi dla rowerów kierujący rowerem ma obowiązek korzystania z drogi dla pieszych i rowerów; Korzystając z drogi dla pieszych i rowerów, jest obowiązany zachować szczególną ostrożność i ustępować miejsca pieszym. Droga taka jest oznaczona symbolem C-13 i C-16 na jednej tarczy oddzielonymi linią poziomą. 

Znak C-13/16 wskazujący ruch pieszych i rowerów na tej samej drodze bez segregacji

### Jazda chodnikiem

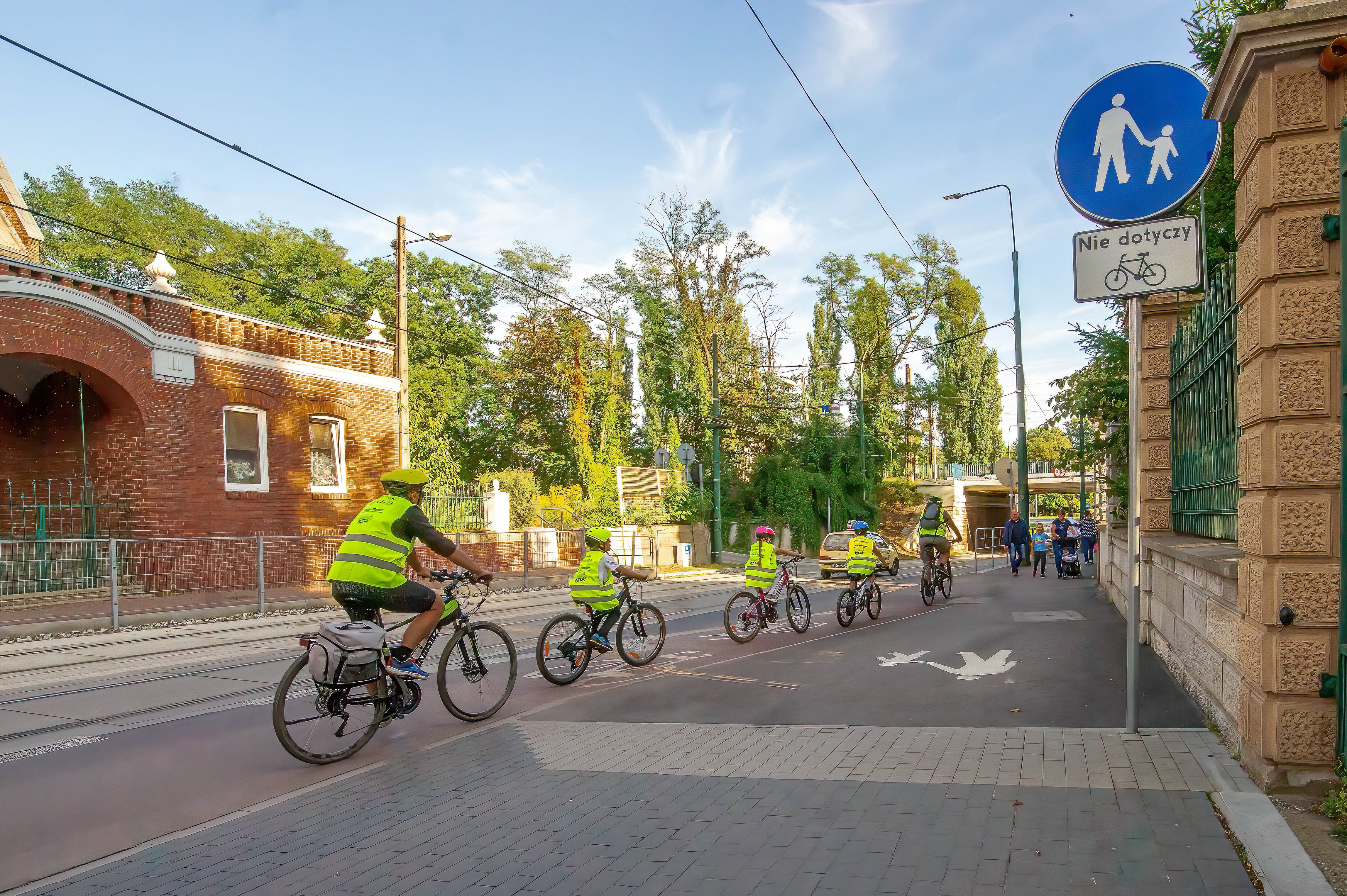
Zjazd z pasa dla rowerów na drogę dla pieszych z dopuszczonym ruchem rowerowym

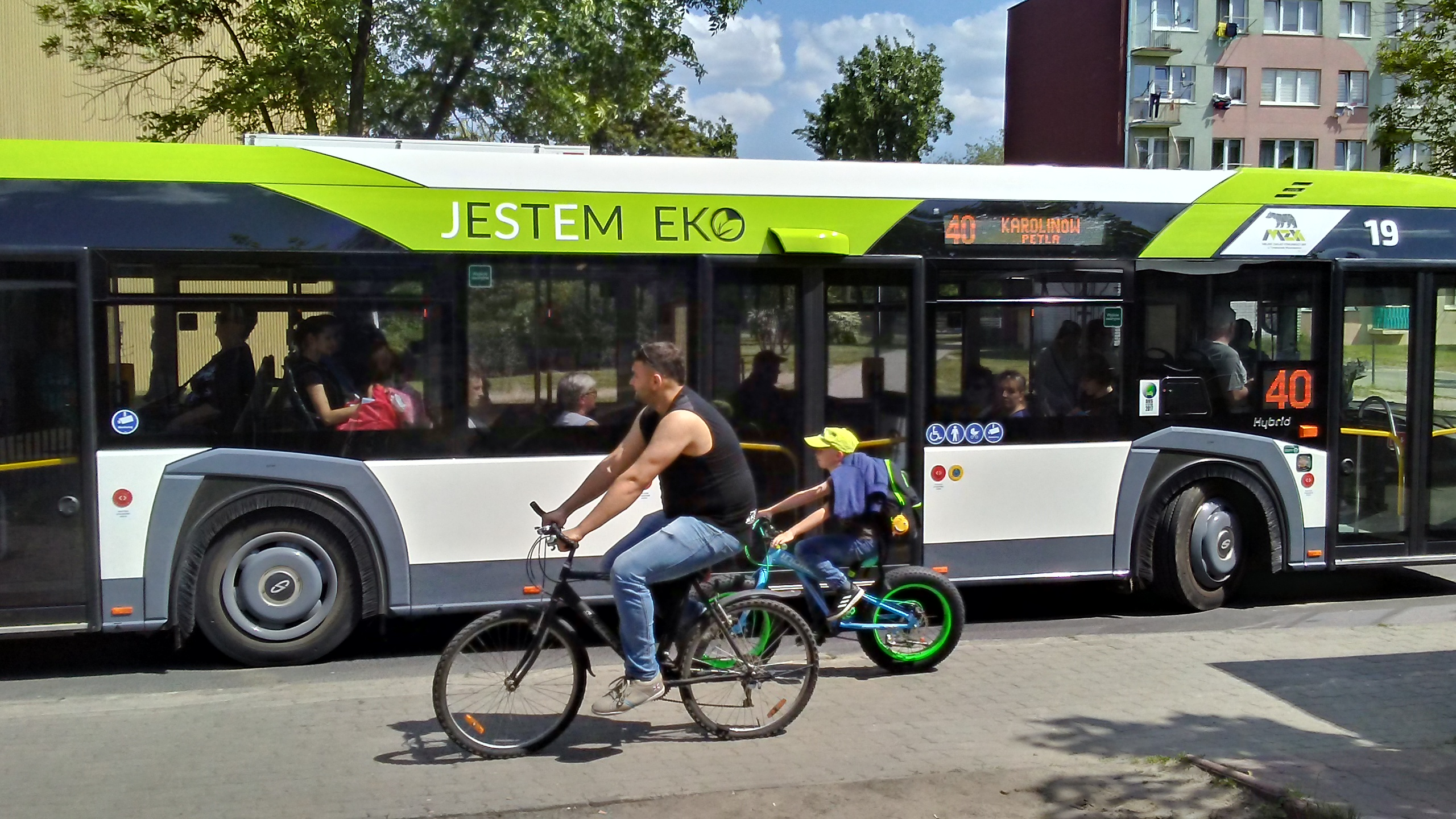
Dziecko jadące po chodniku pod opieką osoby dorosłej

Zgodnie z ustawą żadnym pojazdem drogowym łącznie z rowerami nie można poruszać się po chodniku / drodze dla pieszych, przy czym w przypadku rowerów występują trzy wyjątki:
1. Rowerem po drodze dla pieszych można jechać wyłącznie, gdy są spełnione jednocześnie 3 warunki: nie ma drogi dla rowerów (1), dopuszczalna szybkość poruszania się na jezdni drogi wynosi więcej niż 50 km/h (2) i droga dla pieszych ma minimum 2 metry szerokości (3);
2. Rowerem można jechać po drodze dla pieszych lub chodniku też, gdy jadąca osoba opiekuje się „osobą w wieku do lat 10 kierującą rowerem”,
3. Rowerem po drodze dla pieszych lub chodnikach można jechać także w przypadku wystąpienia niekorzystnych warunków atmosferycznych, takich jak opady śniegu, silny wiatr, ulewa, gołoledź, gęsta mgła zagrażających bezpieczeństwu rowerzysty na jezdni.

Przy poruszaniu się drogą przeznaczoną dla pieszych musi poruszać się powoli – z prędkością zbliżoną do prędkości, z jaką poruszają się piesi, zachować szczególną ostrożność i ustępować miejsca pieszym. Dodatkowo, jeździć po chodniku mogą dzieci do lat 10 oraz ich opiekuni.

### Jazda przejściem i przejazdem

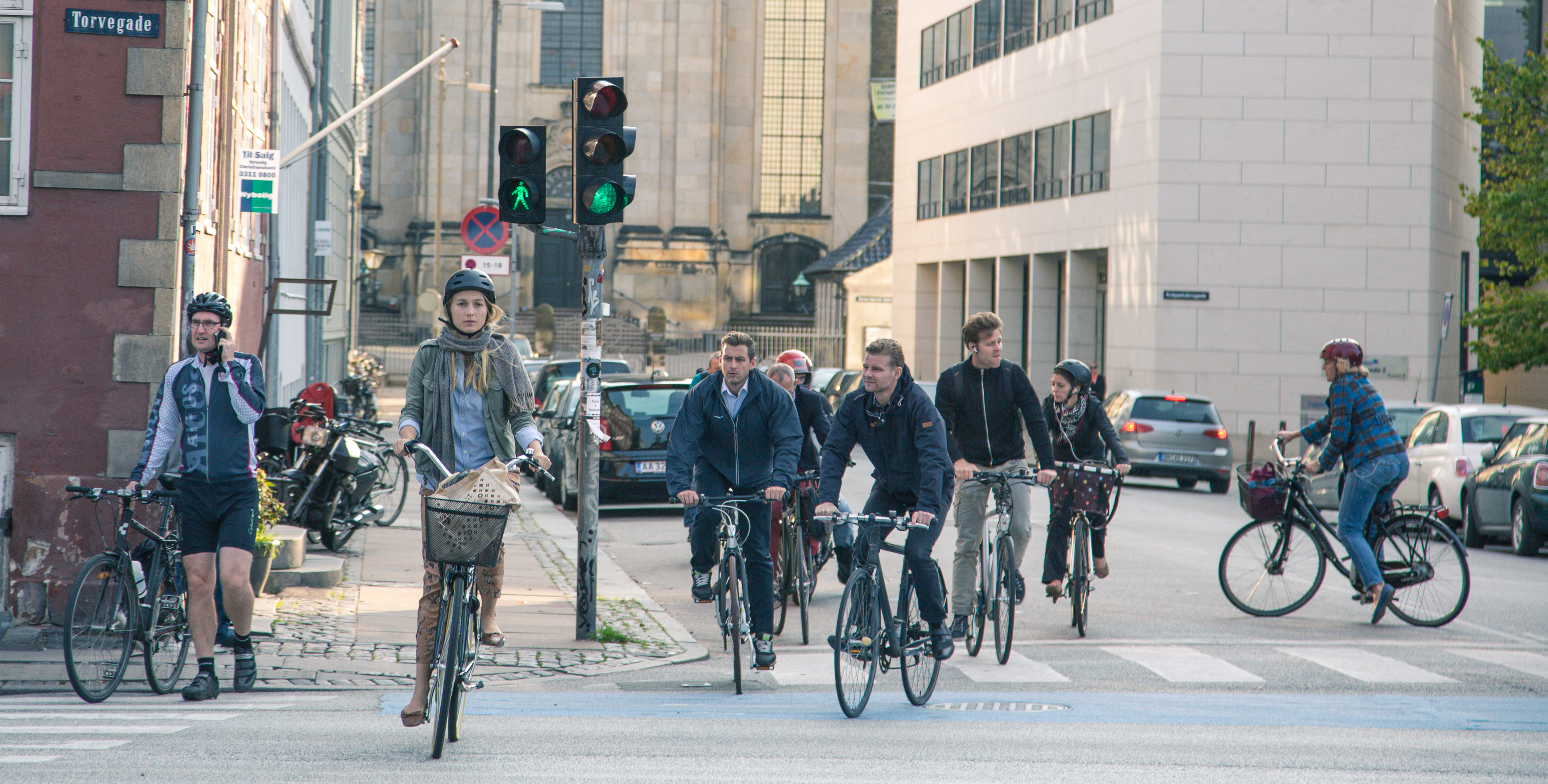
Rowerzystka przekraczająca nieprawidłowo przejście (okolice przejścia) oraz rowerzysta prowadzący rower przez przejście prawidłowo.

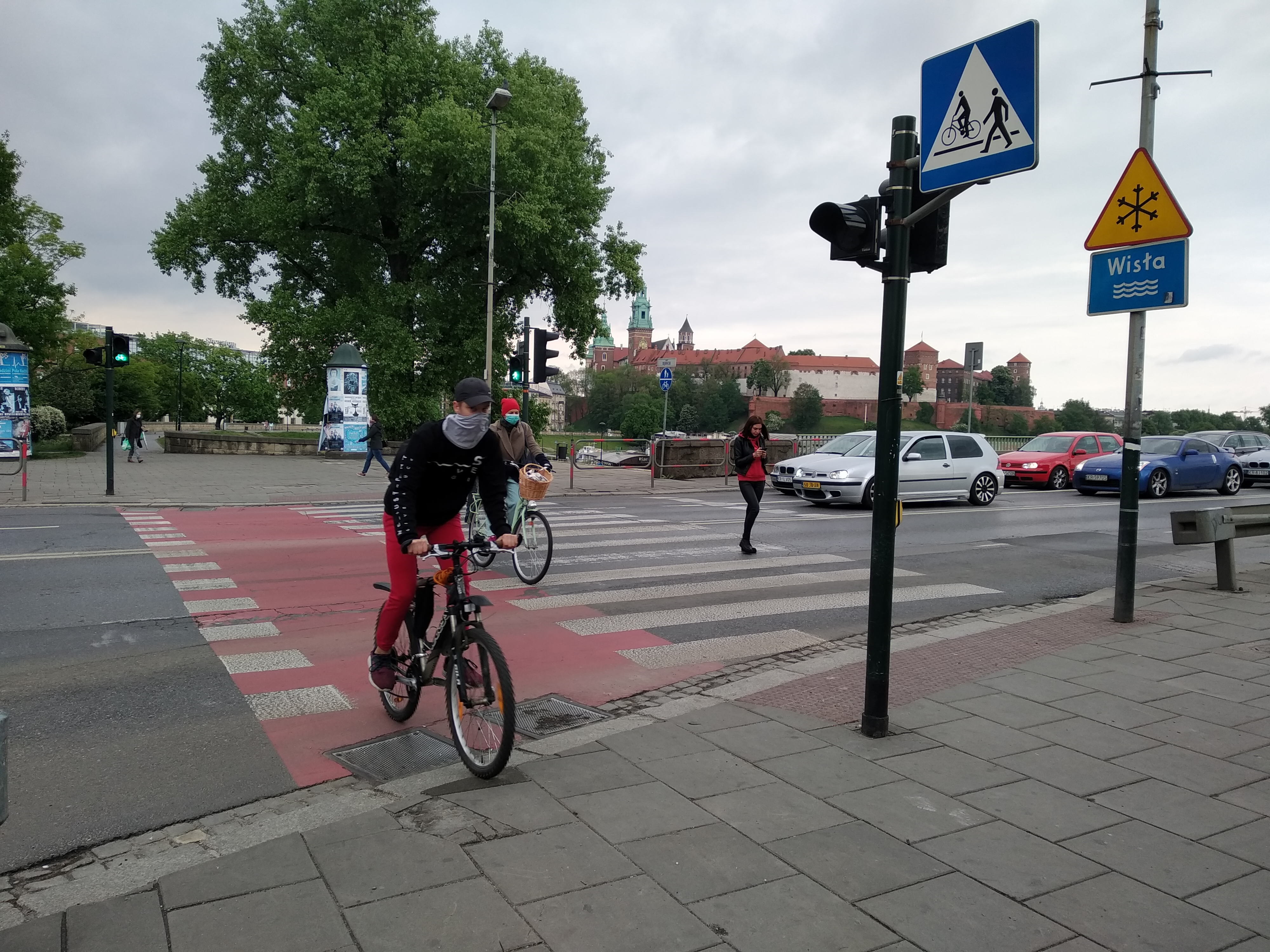
Prawidłowy przejazd przez oznakowany oddzielny przejazd dla rowerzystów występujący razem z przejściem dla pieszych

Nie można poruszać się rowerem przez przejścia przeznaczone dla pieszych. W takim przypadku kierujący rowerem powinien zejść z roweru i rower prowadzić. Do przejazdu rowerzystów przez jezdnię przeznaczone są przejazdy dla rowerzystów. Przejazdy przeznaczone dla rowerzystów, często występujące razem z przejściem dla pieszych; Są one oznaczone odpowiednimi znakami pionowymi (D-6a, D-6b) i mogą być oznakowane dodatkowymi poziomymi (P-11). Na takim przejeździe rowerzysta ma pierwszeństwo nad innymi pojazdami, jeżeli znajduje się na tym przejściu. Nie jest dozwolone wjechanie na przejście tuż przed samochód lub inny pojazd drogowy. Pierwszeństwo obowiązuje, kiedy wjazd na przejazd nastąpił w bezpiecznym odstępie czasowym przed innym pojazdem. 

D-6a: przejazd dla rowerzystów
D-6b: przejście dla pieszych i przejazd dla rowerzystów
P-11: Znak poziomy oznaczający przejazd dla rowerzystów

Pierwszeństwo zmienia charakter, gdy przejazd dla rowerów znajduje się w ciągu przebiegu drogi. W tym przypadku, gdy kierujący pojazdem, który skręca w drogę poprzeczną, jest obowiązany zachować szczególną ostrożność i ustąpić pierwszeństwa kierującemu rowerem, hulajnogą elektryczną lub urządzeniem transportu osobistego oraz osobie poruszającej się przy użyciu urządzenia wspomagającego ruch, jadącym na wprost po jezdni, pasie ruchu dla rowerów, drodze dla rowerów lub innej części drogi, którą zamierza opuścić.

### Jazda po skrzyżowaniu
Na skrzyżowaniach i przed nimi, rowerzyści mogą jechać środkiem pasa ruchu, jeśli można opuścić skrzyżowanie w więcej niż jednym kierunku.
W przypadku istnienia śluzy rowerowej rowerzyści mają prawo zatrzymywać się w śluzie rowerowej obok innych rowerzystów, a przed pozostałymi uczestnikami ruchu drogowego, by móc szybciej włączyć się do ruchu.
- poruszać się środkiem pasa ruchu przed oraz na skrzyżowaniu, jeśli jest on przeznaczony do jazdy w więcej niż jednym kierunku

#### Korzystanie ze śluzy rowerowej
Kierujący rowerem lub hulajnogą elektryczną może zatrzymać się w śluzie dla rowerów obok innych kierujących tymi pojazdami. Jest obowiązany opuścić ją, kiedy zaistnieje możliwość kontynuowania jazdy w zamierzonym kierunku i zająć miejsce na jezdni. Śluza taka zwykle znajduje się w przedniej części skrzyżowania, a dojeżdżając do śluzy, rowerzysta może wyprzedzić inne pojazdy wolno jadące lub ominąć stojące.

### Wyprzedzanie rowerzysty

#### Dozwolone

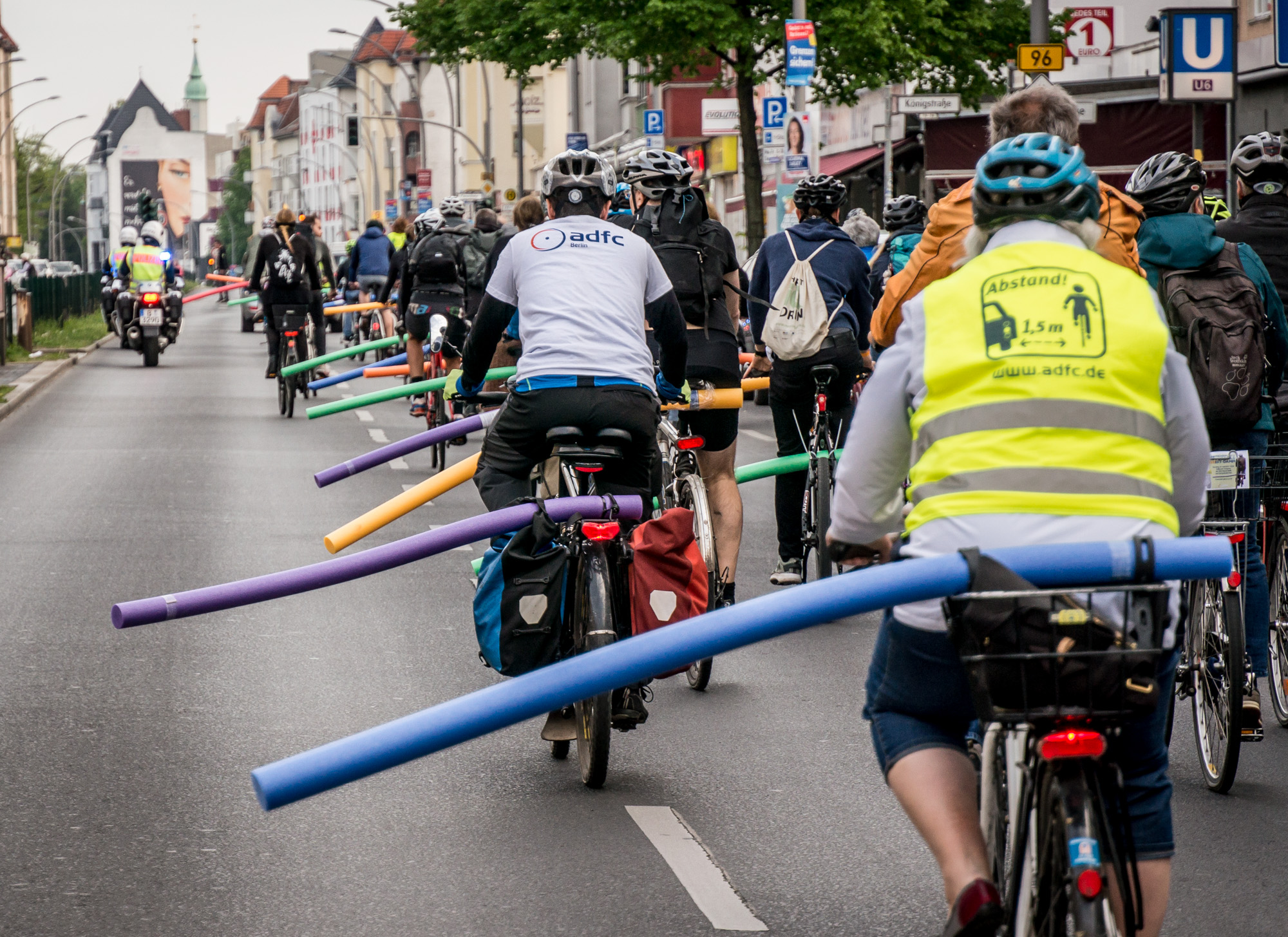
Właściwy odstęp 1m od wyprzedzanego rowerzysty

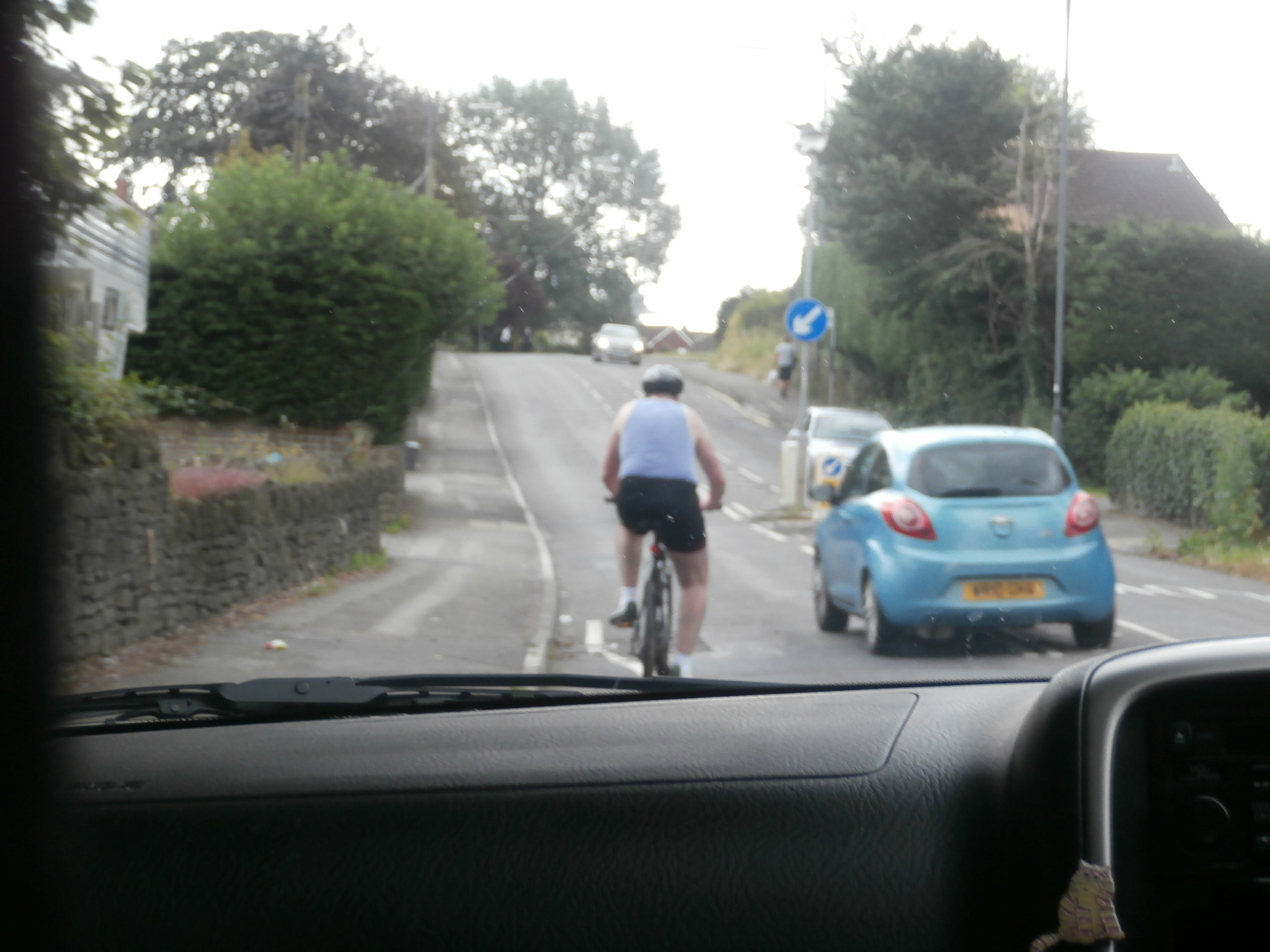
Wyprzedzanie rowerzysty w Anglii.

Wyprzedzanie rowerzysty jest dozwolone, gdy prowadzący zmieści się w ramach jednego pasa ruchu, zachowując przy tym odstęp co najmniej 1 metra od roweru w czasie wyprzedzania; Brak zachowania odstępu karane jest mandatem. Rozporządzenie Ministra Infrastruktury z dnia 24 czerwca 2022 r. w sprawie przepisów techniczno-budowlanych dotyczących dróg publicznych szerokość pasa ruchu dla dróg dostępnych dla rowerów (bez autostrad i dróg ekspresowych) określa wartość standardową na 3,5 m dla dróg głównych i 3 m dla dróg zbiorczych, przy czym szerokość auta osobowego przeważnie wynosi 1,5 do 2m a rowerzysty to szerokość do 0,9 – 1,0 m (kierownica rowerowa to szerokość do 0,7 m). Rozporządzanie dodatkowo dodaje warunki trudne, w których pas może mieć szerokość mniejszą i tak dla dróg głównych jest to 3 m, ale dla zbiorczych 2,75 m. W przypadku dróg lokalnych i dojazdowych standardowe szerokości pasa wynoszą 2,75 i 2,5 m, a minimalne 2,5 i 2,25 m; W praktyce na większości dróg z wyjątkiem głównych z pasami o szerokości 3,5 m nie istnieje możliwość wyprzedzenia rowerzysty bez zajęcia przeciwległego pasa ruchu.
Wyprzedzanie jest też możliwe, jeżeli na drodze między pasami ruchu w przeciwnych kierunkach pojawia się linia przerywana i istnieje możliwość wyprzedzenia z użyciem dodatkowego pasa ruchu, zarówno gdy pas ten jest w kierunku przeciwległych, jak i gdy droga ma więcej niż jeden pas ruchu w jednym kierunku. Wyprzedzanie takie jest możliwe nawet, jeśli istnieje znak zakazu wyprzedzania, ale linia dzieląca pasy jest przerywana.

#### Zabronione
Wyprzedzanie rowerzysty – jest zabronione, gdy na drodze między pasami ruchu w przeciwnych kierunkach pojawia się linia ciągła lub podwójna ciągła, a kierujący pojazdem wyprzedzającym nie jest w stanie zachować minimalnego odstępu od roweru wynoszącego 1 metr tak, by linii nie przekroczyć. Nie jest możliwe także wyprzedzanie przy dojeżdżaniu do przejścia dla pieszych, przejazdów rowerowych, przejazdów kolejowo–drogowych oraz wyprzedzanie z ich prawej strony.

### Jazda z dzieckiem
Osoba, która nie ukończyła 10. roku życia, uznawana jest za pieszego i ma obowiązek poruszać się rowerem jedynie pod opieką osoby dorosłej infrastrukturą przeznaczoną dla pieszych: czyli po drodze dla pieszych, poboczu lub po lewej stronie jezdni; Rowerzysta – opiekun – w tym przypadku również uznawany jest za pieszego; Na jezdni bez chodnika lub na poboczu mają obowiązek poruszać się jak piesi – lewą stroną jezdni; Mogą przejeżdżać przez przejście dla pieszych, gdyż nie obowiązują ich przepisy dot. rowerzystów.
Dziecko w wieku do 7 lat może być przewożone na rowerze, ale musi być umieszczone na dodatkowym siodełku zapewniającym bezpieczną jazdę. Można również przewozić dzieci (bez wyszczególnienia wieku) w dodatkowych przyczepkach przystosowanych konstrukcyjnie do przewozu osób, ciągniętej przez rower lub wózek rowerowy. Należy więc jedynie pilnować, aby zespół pojazdów (rower + przyczepa) nie przekroczył przepisowych 4 metrów długości. Po ukończeniu 10. roku życia uprawnienia do jazdy na rowerze po drogach publicznych daje posiadanie karty rowerowej, do uzyskania której niezbędne jest zdanie egzaminu. Osoby pełnoletnie nie muszą mieć żadnych uprawnień do jazdy rowerem w ruchu drogowym.

### Pierwszeństwo

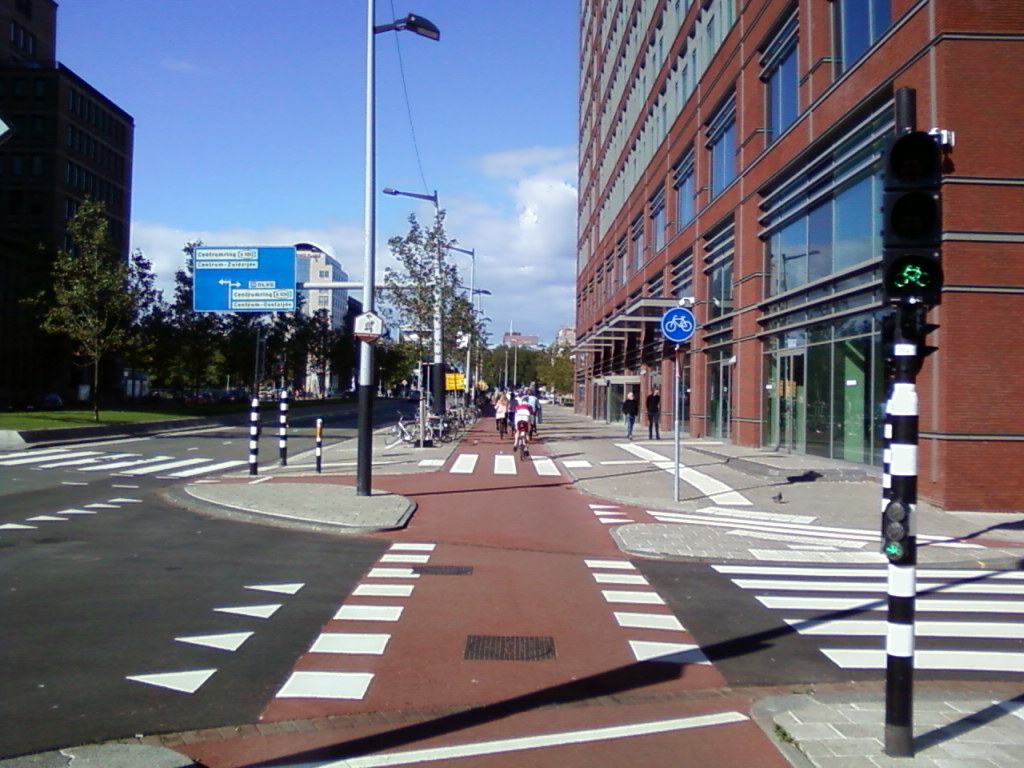
Sytuacja gdzie kierujący pojazdami skręcającymi z drogi głównej ustępują pierwszeństwa nadjeżdżającym rowerzystom i innym uprawionym uczestnikom ruchu

Rower posiada pierwszeństwo przed pieszymi na odseparowanych drogach dla rowerów, w przypadku gdy prawo dopuszcza poruszanie się pieszych po takiej drodze oraz w przypadku gdy pieszy chce przekroczyć taką drogę w miejscu do tego nadającym się, określanym przez prawo jako przejście sugerowane. Co do zasady pieszy nie powinien poruszać się po drodze rowerowej i jest to tak samo traktowane jak poruszanie się po jezdni. W stosunku do innych dopuszczonych uczestników ruchu jest pojazdem równoprawnym, a obejmuje to osoby poruszające się na hulajnogach elektrycznych, urządzeniach transportu osobistego czy urządzeniach wspomagających ruch. W przypadku dróg dla pieszych i rowerzystów bez segregacji ruchu rowerzysta musi ustępować pierwszeństwa pieszym i dostosować prędkość do jego ruchu. Podobnie gdy warunki drogowe lub atmosferyczne dopuszczają jazdę po chodniku lub drodze dla pieszych, rowerzysta ustępuje pierwszeństwa pieszym i dostosowuje prędkość do ruchu pieszych.
Rowerzysta pierwszeństwo nad innymi pojazdami ma na przejeździe dla rowerzystów podobnie jak pieszy na przejściu dla pieszych, ale nie może wjeżdżać bezpośrednio przed nadjeżdżający inny pojazd. W przypadku gdy przejazd znajduje się w ciągu drogi rowerowej, pasa dla rowerów lub drogi dla pieszych i rowerów w tym przypadku pojazd, a kierujący rowerem porusza się na wprost, to ma pierwszeństwo nad pojazdami chcącymi opuścić drogę prowadzącą w tym samym kierunku. W uproszczeniu, jeżeli rowerzysta porusza się drogą z pierwszeństwem po pasie, drodze rowerowej, drodze dla pieszych i rowerów i droga ta przecina inną, to rower ma pierwszeństwo na drodze i na przejazdach. Należy pamiętać, że droga rowerowa odseparowana od jezdni jest częścią drogi.
Rowerzysta musi ustąpić pierwszeństwa przy włączaniu się do ruchu z drogi dla rowerów lub drogi dla pieszych i rowerów, na przykład gdy takowe się kończą, a dalszy ruch może odbywać się tylko po jezdni.

### Jazda rowerem po alkoholu
W zakresie możliwości spożycia alkoholu i jazdy rowerem obowiązują przepisy ogólne dotyczące wszystkich kierujących pojazdami – nie jest dozwolona jazda po spożyciu alkoholu zależnie od jego zawartości we krwi. Prawo wyróżnia stan po użyciu (0,2 – 0,5‰) i stan nietrzeźwości (0,5‰ i więcej). W pierwszym wypadku, oprócz mandatu, rowerzyście grozi do 14 dni aresztu lub grzywna. W drugim wypadku areszt może się przedłużyć nawet do miesiąca, grzywna. Ponadto sąd może nałożyć na winnego zakaz prowadzenia pojazdów innych niż mechaniczne na okres od 6 miesięcy do 3 lat. Nie wolno też przewozić rowerem osób nietrzeźwych lub po spożyciu alkoholu lub substancji działających podobnie.

## Wyposażenie

### Obowiązkowe wyposażenie roweru
Żeby rower był dopuszczony do ruchu, musi być wyposażony:
- z przodu – w co najmniej jedno światło pozycyjne barwy białej lub żółtej selektywnej (może być migające);
- z tyłu – w co najmniej jedno światło odblaskowe barwy czerwonej o kształcie innym niż trójkąt oraz w co najmniej jedno światło pozycyjne barwy czerwonej (może być migające)[49];

Pozostałe warunki oświetlenia regulują przepisy ogólne dla pojazdów poruszających się w ruchu drogowym. Zgodnie z Kodeksem Drogowym w Polsce w czasie od zmierzchu do świtu lub w tunelu, rowerzysta, tak jak kierujący każdym jednym pojazdem, jest obowiązany używać świateł. Światło rowerowe powinno świecić tak, by inni użytkownicy nie doznawali oślepienia, oraz nie powodowało dezorientacji innych użytkowników ruchu. Podczas jazdy w dzień przy dobrej widoczności dopuszcza się, aby światła pozycyjne roweru, były zdemontowane, natomiast na stałe musi być zamontowane obowiązkowe światło odblaskowe.
Rower powinien być wyposażony w „dzwonek lub inny sygnał ostrzegawczy o nieprzeraźliwym dźwięku”, przy czym ustawodawca nie precyzuje wymagań dotyczących dźwięku. Obowiązkowe jest także posiadanie co najmniej jednego skutecznie działającego hamulca.

### Wyposażenie rowerzysty
Jazda w kasku rowerowym nie jest obowiązkowa w Polsce ani dla osób dorosłych, ani dla dzieci i stanowi dobrowolne wyposażenie podobnie jak kamizelka odblaskowa lub odblaskowe elementy ubioru.

## Uprawnienia
Dzieci i młodzież między 10. a 18. rokiem życia muszą posiadać kartę rowerową, aby móc samodzielnie legalnie jeździć po drogach publicznych, czyli również wszystkich drogach dla rowerów. Za brak karty rowerowej przewidziana jest grzywna. Egzamin na kartę można zdać w wielu szkołach podstawowych, a także w Wojewódzkich Ośrodkach Ruchu Drogowego (WORD) i wybranych szkołach jazdy (prowadzących kursy na prawo jazdy).

### Wymagane uprawnienia do kierowania rowerem i wózkiem rowerowym w Polsce
| Wiek      | Wymagania                                          | Uprawnienia |
| --------- | -------------------------------------------------- | --- |
| do 10 lat | brak                                               | kierowanie rowerem jednoosobowym pod opieką osoby dorosłej po chodniku, drodze dla pieszych lub lewą stroną jezdni |
| od 10 lat | karta rowerowa                                     | kierowanie rowerem jednoosobowym                                                                                   |
| od 14 lat | karta rowerowa lub prawo jazdy kat. AM             | kierowanie rowerem jednoosobowym                                                                                   |
| od 16 lat | karta rowerowa lub prawo jazdy kat. AM, A1, B1 i T | kierowanie rowerem jednoosobowym                                                                                   |
| od 17 lat | karta rowerowa lub prawo jazdy kat. AM, A1, B1 i T | kierowanie rowerem jednoosobowym, wieloosobowym lub wózkiem rowerowym przewożących inną osobę                      |
| od 18 lat | brak                                               | kierowanie rowerem jednoosobowym, wieloosobowym lub wózkiem rowerowym przewożących inną osobę                      |

## Źródła prawa
| Akt prawny | Sygnatura                       |
| --- | ------------------------------- |
| Ustawa z dnia 1 kwietnia 2011 r. o zmianie ustawy Prawo o ruchu drogowym oraz ustawy o kierujących pojazdami | Dz.U. z 2011 r. nr 92, poz. 530 |
| Rozporządzenie Ministra Transportu, Budownictwa i Gospodarki Morskiej z dnia 3 sierpnia 2012 r. zmieniające rozporządzenie w sprawie warunków technicznych pojazdów oraz zakresu ich niezbędnego wyposażenia                                                                               | Dz.U. z 2012 r. poz. 997        |
| Rozporządzenie Ministrów Transportu, Budownictwa i Gospodarki Morskiej oraz Spraw Wewnętrznych z dnia 24 lipca 2013 r. zmieniające rozporządzenie w sprawie znaków i sygnałów drogowych | Dz.U. z 2013 r. poz. 890        |
| Rozporządzenie Ministra Transportu, Budownictwa i Gospodarki Morskiej z dnia 19 lipca 2013 r. zmieniające rozporządzenie w sprawie szczegółowych warunków technicznych dla znaków i sygnałów drogowych oraz urządzeń bezpieczeństwa ruchu drogowego i warunków ich umieszczania na drogach | Dz.U. z 2013 r. poz. 891        |
| Rozporządzenie Ministrów Infrastruktury i Rozwoju oraz Spraw Wewnętrznych z dnia 3 lipca 2015 r. zmieniające rozporządzenie w sprawie znaków i sygnałów drogowych | Dz.U. z 2015 r. poz. 1313       |
| Rozporządzenie Ministra Infrastruktury i Rozwoju z dnia 3 lipca 2015 r. zmieniające rozporządzenie w sprawie szczegółowych warunków technicznych dla znaków i sygnałów drogowych oraz urządzeń bezpieczeństwa ruchu drogowego i warunków ich umieszczania na drogach                       | Dz.U. z 2015 r. poz. 1314       |
| Obwieszczenie Ministra Infrastruktury z dnia 12 maja 2020 r. o sprostowaniu błędu | Dz.U. z 2020 r. poz. 862        |